# Calesia
Calesia é um gênero de traça pertencente à família Arctiidae.